# Delaunay-Belleville

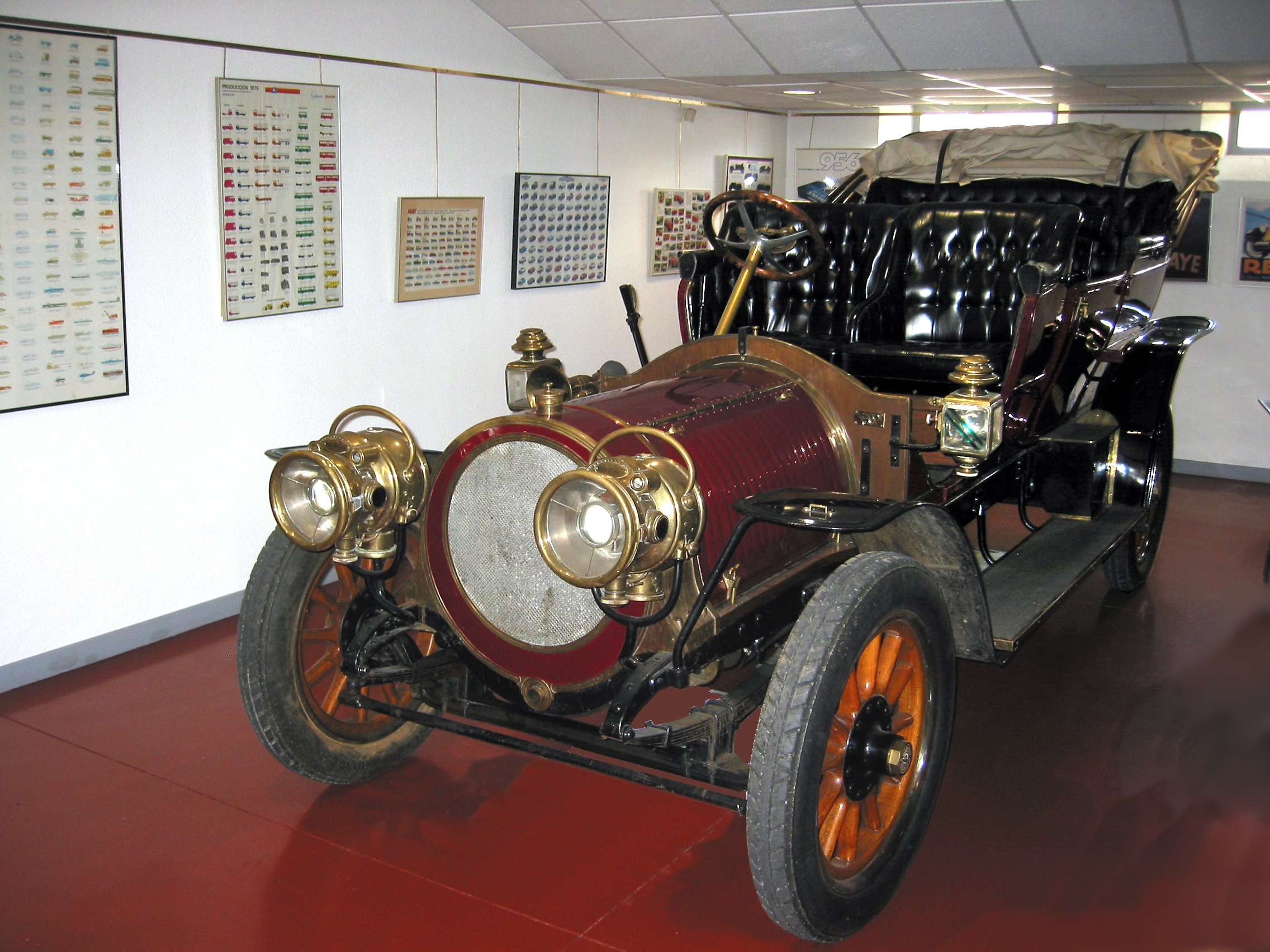
Delaunay-Belleville von 1907–1908

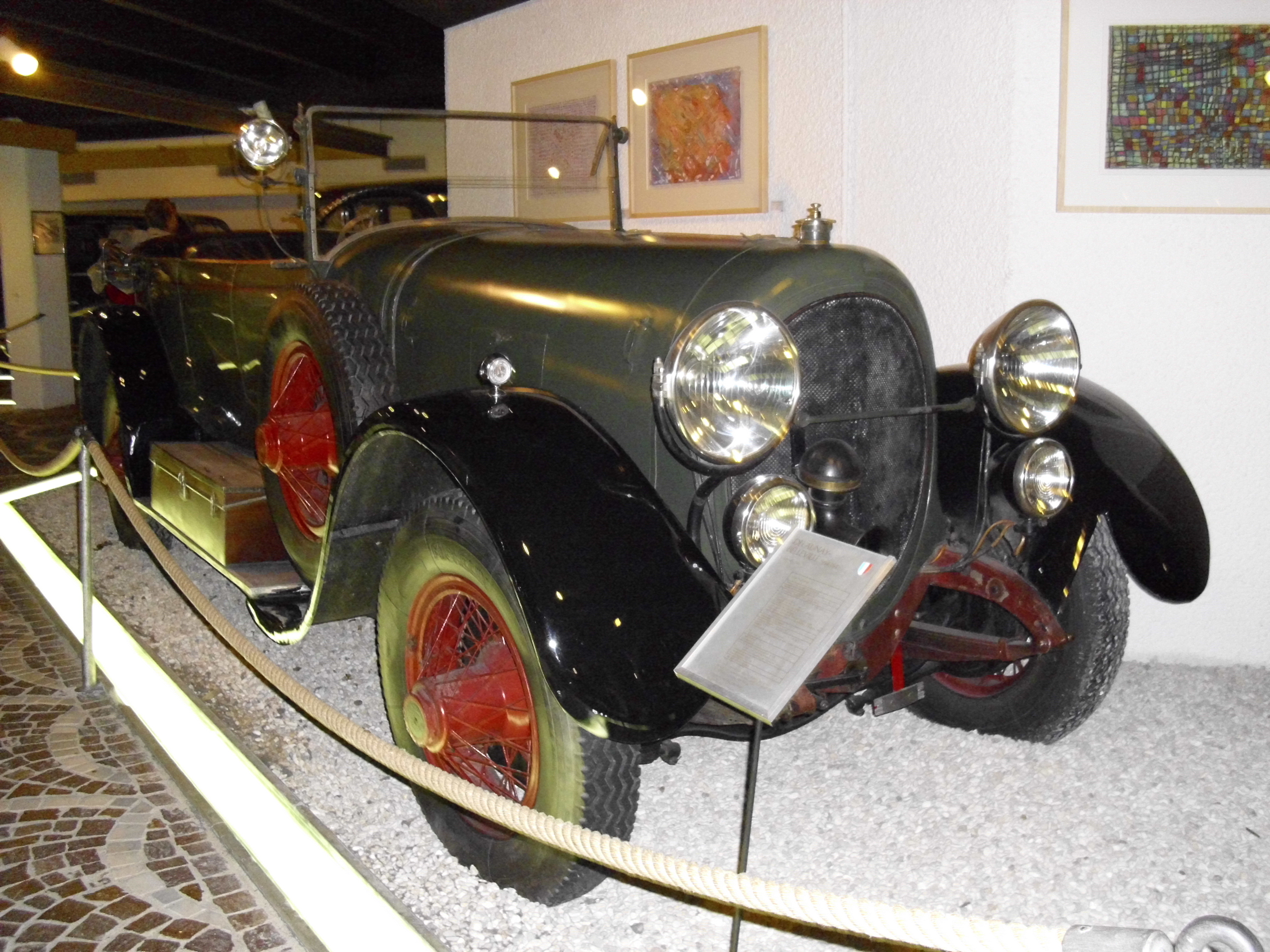
Delaunay-Belleville von 1914–1917

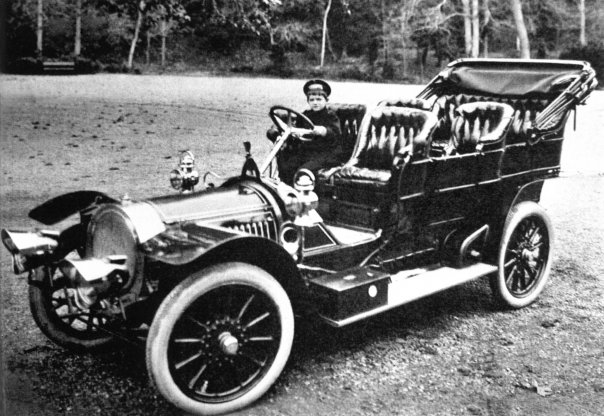
Ein Delaunay-Belleville aus dem Fuhrpark von Zar Nikolaus II., ca. 1909

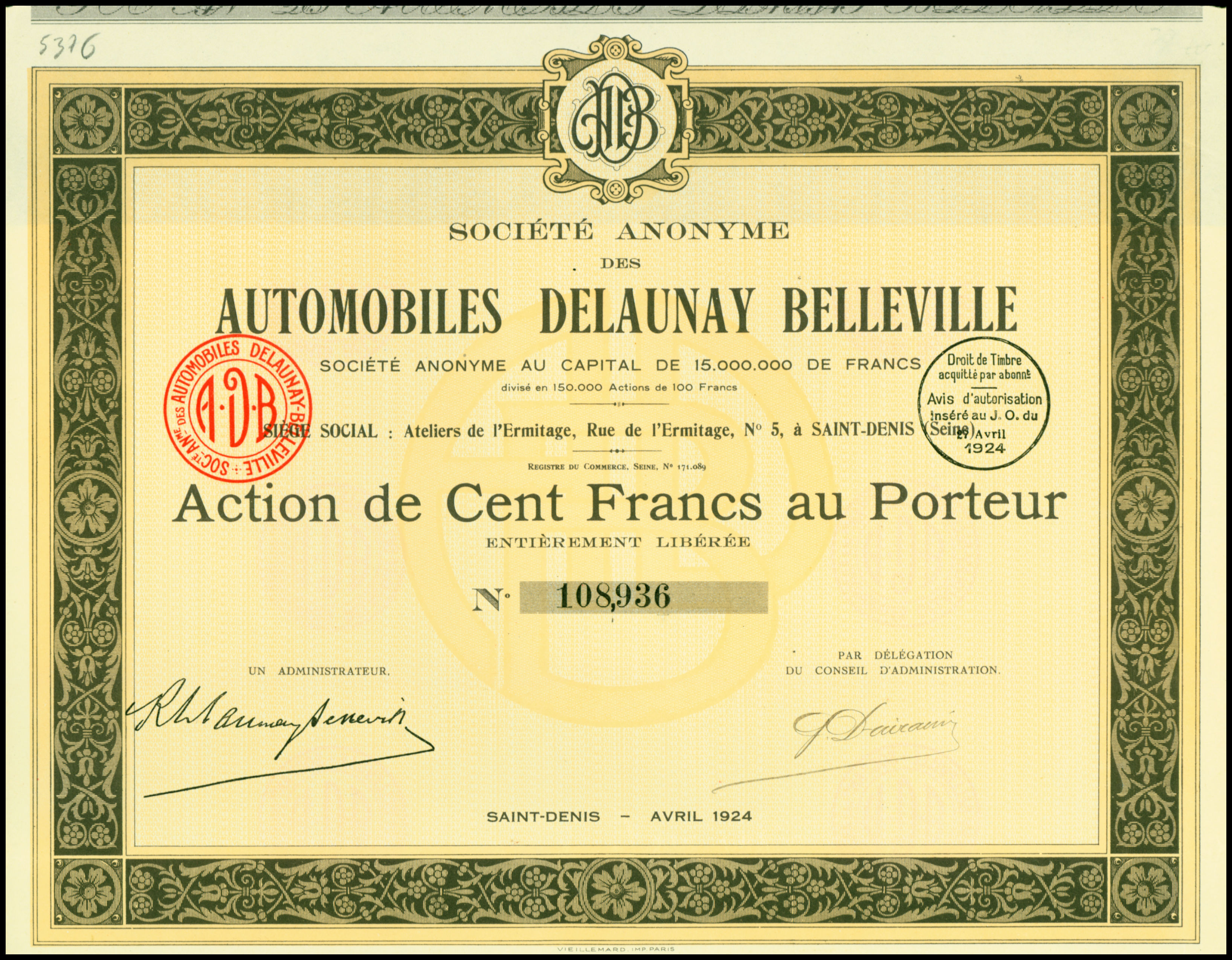
Aktie über 100 Francs der S. A. des Automobiles Delaunay-Belleville vom 29. April 1924

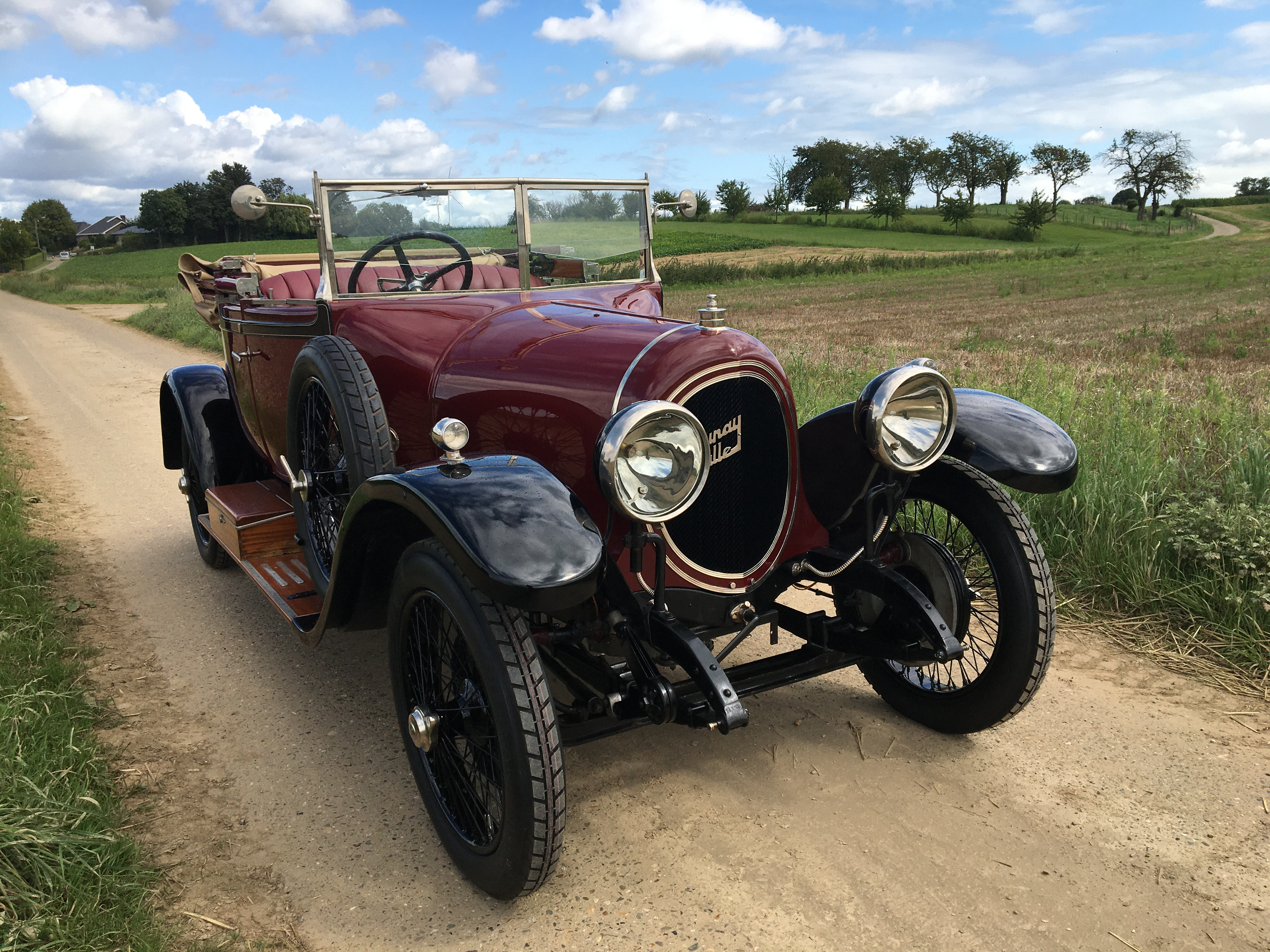
1924 Delaunay-Belleville P4B mit einer Karosserie von Salmons & Sons

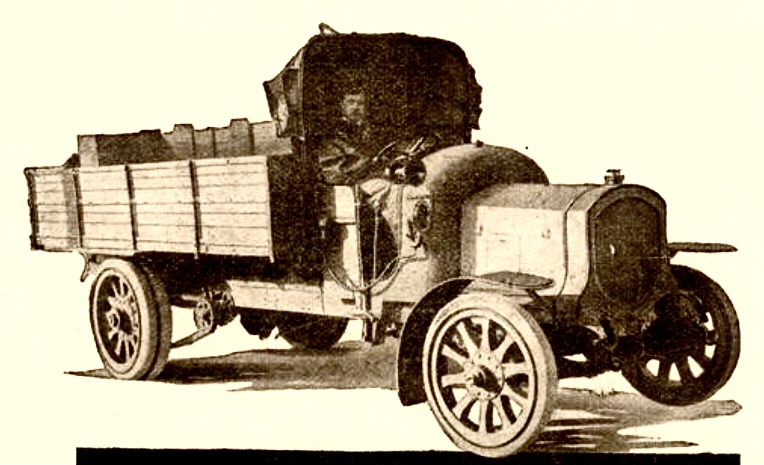
Delaunay-Belleville Lkw um 1917

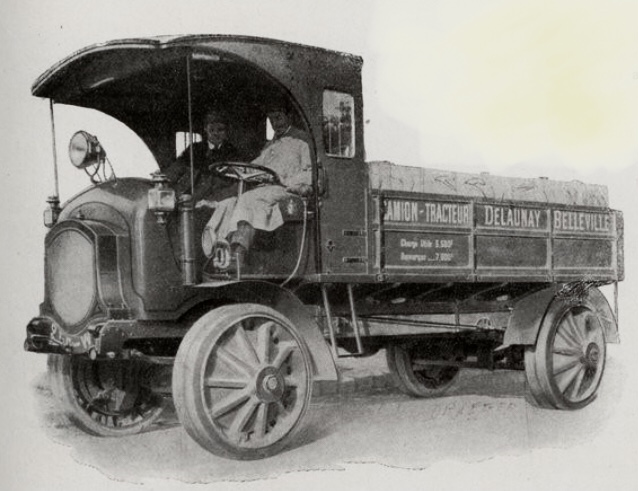
Delaunay-Belleville Lkw (4 t) um 1919

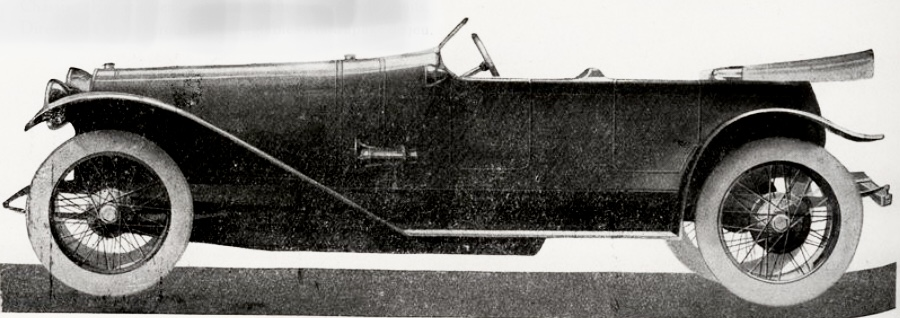
Delaunay-Belleville 40/50 HP mit Sechszylindermotor 7999 cm³ um 1919

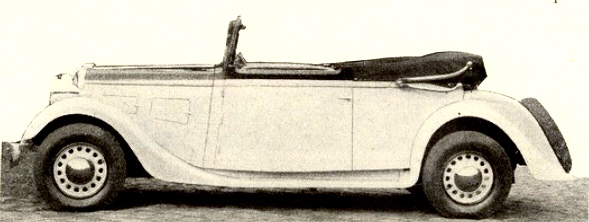
Delaunay-Belleville 13 CV um 1936

Die SA des Automobiles Delaunay-Belleville war ein französischer Hersteller von Luxusautomobilen. Die Fabrik befand sich in St-Denis.

## Beschreibung
Zu Beginn des 20. Jahrhunderts gehörten die Fahrzeuge zu den französischen Traumwagen und vielleicht zu den prestigeträchtigsten der Welt. Sie wurden in jener Ära gefahren, in der reiche Industrielle, Bankiers und Monarchen einen Chauffeur hatten, der die tägliche Pflege des Fahrzeugs genauso übernahm wie das kräftezehrende Lenken über die meist nicht perfekt ausgebauten Straßen.
Louis Delaunay und Marius Barbarou gründeten das Unternehmen im September 1903 als eigenständiges Unternehmen des bereits seit den 1860er Jahren existierenden Hauptunternehmens Delaunay-Belleville. Barbarous Familie gehörte ein Dampfdruckkesselunternehmen in St-Denis. Die Konstruktion der Boiler beeinflusste das Unternehmen. Die gleiche Sorgfalt, die beim Kesselbau Voraussetzung war, wurde auch bei der Konstruktion, den erstklassigen Materialien und bei den Handarbeiten aufgewandt. Marius Barbarou besaß Erfahrung durch seine Arbeit bei Clément & Cie, Lorraine-Dietrich und Benz. Er war für Konstruktion und Gestaltung verantwortlich. Erst 1904 fertigte Delaunay-Belleville das erste Auto. Charakteristisch für die Marke wurde der runde Kühlergrill.
Wurden die ersten Modelle noch von Vierzylindermotoren angetrieben, wie der 10 CV mit 2723 cm³ mit einer Bohrung von 85 mm und einem Hub von 120 mm, der 20/35 mit 4589 cm³ mit einer Bohrung von 106 mm und einem Hub von 130 mm, der 28/44 mit 5881 cm³ mit einer Bohrung von 120 mm und einem Hub von 130 mm und der 40/56 mit 7897 cm³ mit einer Bohrung von 134 mm und einem Hub von 140 mm, so erhielten die meisten folgenden Modelle Sechszylindermotoren. Der 25 CV hatte 2589 cm³ mit 72 mm Bohrung und 106 mm Hub. Das Modell H4 war eine Limousine mit einem 3600-cm³-Sechszylindermotor. Der 15 CV hatte 4426 cm³ mit 85 mm Bohrung und 130 mm Hub. Der Radstand betrug 3205 mm. Die Bereifung hatte die Größe 880 × 120. Der HB 6 aus dem Jahr 1911 wurde von einem Sechszylindermotor mit fünf Liter Hubraum und einer Leistung von 30 PS angetrieben. Wegen ihrer Vibrationsarmut galten die Autos von Delaunay-Belleville in ihrer Epoche als ungewöhnlich leise. Während die meisten Autos dieser Zeit über ein Tropfschmiersystem verfügten, waren die Fahrzeuge der Marke Delaunay-Belleville unter den ersten mit einem System von Pumpen, mit dem das Öl zur Schmierung unter Druck an die Schmierstellen gelangte.
Fahrzeuge von Delaunay-Belleville erhielten bereits von den später berühmten Karosseriebauern D’Ieteren, Carrosserie Labourdette und Mühlbacher ihre ungewöhnliche Karosserie, die sie zum „Gesicht in der Menge“ machte.
Delaunay-Belleville gehörten zu den Lieblings-Autos von Zar Nikolaus II. Auch der griechische König Georg I. und der spanische Monarch Alfons XIII. besaßen Delaunay-Belleville-Fahrzeuge.
Nach dem Ersten Weltkrieg wurde 1919 der gleiche Motortyp weiterverwendet, aber die Modelllinie modernisiert. Gleichzeitig wurde 1922 ein 12-CV-Modell P4B mit Vierzylindermotor eingeführt, der sich in hohem Maße an eine Konstruktion von Renault anlehnte. Um sich von der durchschnittlichen Produktion abzuheben, wurden 1931 zwei große Fahrgestelle mit amerikanischen Continental-Reihen-Achtzylindermotoren mit Hubräumen von 4 und 4,5 Litern vorgestellt.
- 12 HP, 4 Zylinder, 2950 cm³, 85 mm Bohrung 130 mm Hub
- 18 HP, 4 Zylinder, 4398 cm³, 100 mm Bohrung 140 mm Hub
- 15 HP, 6 Zylinder, 4013 cm³, 78 mm Bohrung 140 mm Hub
- 30 HP, 6 Zylinder, 5473 cm³, 88 mm Bohrung 150 mm Hub
- 50 HP, 6 Zylinder, 7999 cm³, 103 mm Bohrung 160 mm Hub[9]

In den späten 1920er-Jahren verloren die Delaunay-Belleville ihr Prestige und schwenkten zum Bau von Lkw und Militärfahrzeugen um. Die Zeit der Autos, die üblicherweise von angestellten Fahrern bedient wurden, ging dem Ende zu. Die jüngeren Besitzer wollten und konnten selbst fahren, die Pflege der Fahrzeuge war nicht mehr so zeitraubend und selbst Reiche konnten sich nach der Weltwirtschaftskrise gelegentlich keinen Fahrer mehr leisten.
Die letzten Wagen von Delaunay-Belleville waren eine Serie von Kopien des 13-CV-Mittelklasse-Mercedes-Benz 230, die als RI6 mit Einzelradaufhängung an allen vier Rädern vorgestellt wurden. Sie wurden bis 1948 produziert, als die Fabrik von Rovin übernommen und danach Fahrzeuge dieser Marke hergestellt wurden.

## Trivia
Mit einem Delaunay-Belleville 12 CV (Modell 1910) benutzte der berühmte französische anarchistische Verbrecher Jules Bonnot gemeinsam mit seinen Komplizen im Dezember 1911 erstmals in der Geschichte ein Automobil bei einem Bankraub.
Ein Delaunay-Belleville aus dem Jahr 1908 ist im Automobilmuseum Aspang in Aspang-Markt in Niederösterreich ausgestellt. 